# Aeroportul Brunswick Golden Isles
Aeroportul Brunswick Golden Isles (IATA: BQK, ICAO: KBQK, FAA LID: BQK) este un aeroport din Georgia, Statele Unite ale Americii ce deservește zona Brunswick⁠(d). Aeroportul a fost tranzitat în 2019 de 81.460 de pasageri. A fost numit după zona deservită.
Situat la o altitudine de 8 m, aeroportul dispune de 1 pistă.

## Infrastructură

### Piste
Aeroportul dispune de o singură pistă. Pista 07/25 are suprafața de asfalt și dimensiunile 8.001 picioare × 150 picioare. 